# Válvula de alivio de presión

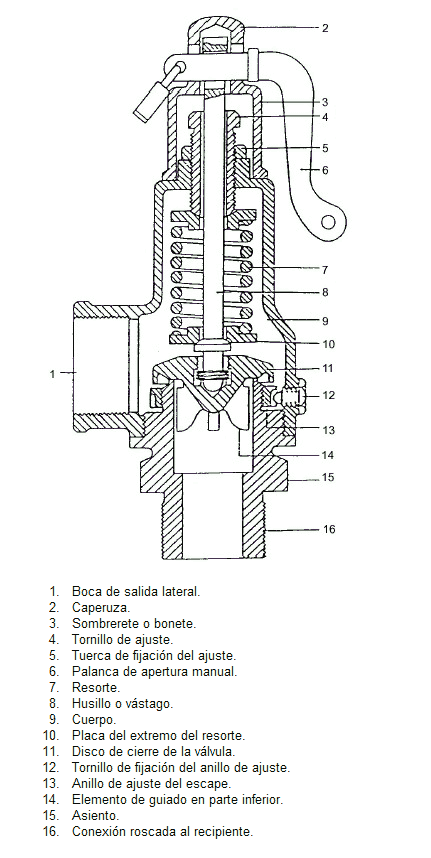
Diagrama de una válvula de alivio de presión.

Las válvulas de alivio de presión, también llamadas válvulas de seguridad o válvulas de alivio (son elementos distintos, favor revisar norma ASME de elementos de sobrepresión para recipientes) , están diseñadas para aliviar la presión cuando un fluido supera un límite preestablecido (presión de trabajo). Su misión es evitar la explosión del sistema protegido o el fallo de un equipo o tubería por un exceso de presión. Existen también las válvulas que alivian la presión de un fluido cuando la temperatura (y por lo tanto, la presión) supera un límite establecido por el fabricante.

## Usos normales
Las válvulas de seguridad se pueden encontrar en instalaciones industriales, comerciales y domésticas. En general son obligatorias en las instalaciones en las que circulen o contengan fluidos sometidos, en algunos momentos, a presiones no admisibles.
Entre los ejemplos más comunes y a la vista de todos están los calentadores de agua por acumulación. Las válvulas de seguridad o de alivio instaladas en los calentadores o en la línea del calentador están diseñadas para abrirse y liberar la presión, dejando salir el agua, en caso de que la presión supere cierto límite (de ordinario, unos 8 ... 10 bar) para evitar que revienten en caso de fallo del termostato, que podría llevar al agua a temperatura por encima de la ebullición y producir vapor.
En la industria también hay ejemplos como los compresores de aire o en los sistemas de reducción de presión para suministro de gas natural o de GLP.
Otros usos habituales de estas válvulas son el alivio de presión en un bloqueo en el sistema de impulsión de una bomba, o para aliviar el aumento de presión debido a una expansión térmica de un fluido confinado en un sistema cerrado.
Es muy importante en estas válvulas que la liberación del fluido se haga hacia el exterior, en un lugar visible, puesto que habitualmente la fuga indica un fallo del sistema normal de regulación, y de este modo el operador puede saber que hay un problema y que debe tomar medidas para corregirlo. Sin embargo, en la industria no todas las válvulas deben liberar el fluido al exterior: en el caso de gases o líquidos peligrosos la liberación debe hacerse hacia contenedores especiales.
Las válvulas de alivio de presión se utilizan también para controlar procesos, en estos casos las válvulas actúan enviando los fluidos a determinados lugares dependiendo de presión del sistema.

## Tipos

### Mecánicos

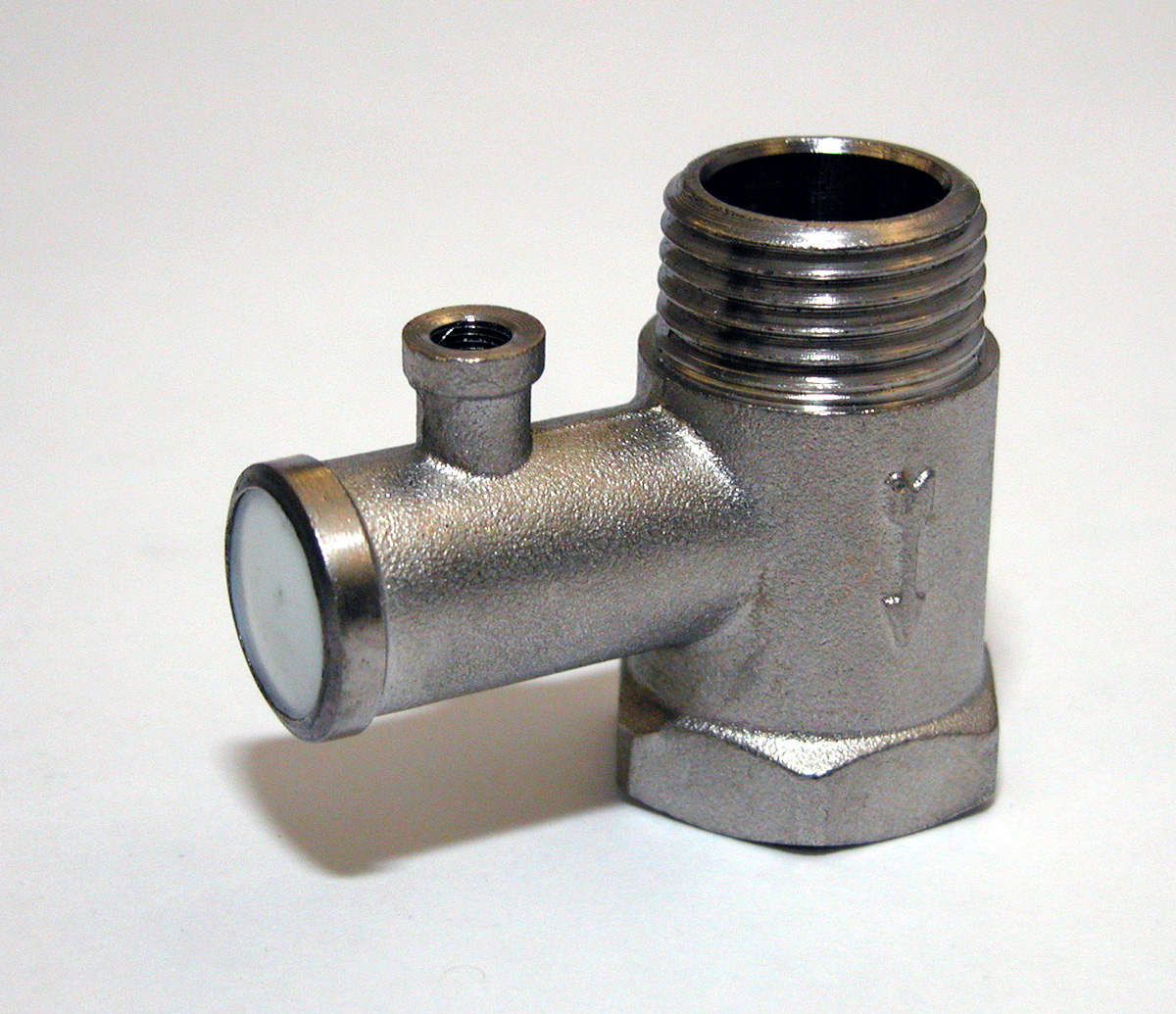
Válvula de alivio para calentadores de agua.

El mecanismo de alivio consiste en un tapón que mantiene cerrado el escape. Un resorte calibrado mantiene este tapón en posición evitando que el fluido se escape del contenedor o tubería. Cuando la presión interna del fluido supera la presión de tarado del resorte el tapón cede y el fluido sale por el escape. Una vez que la presión interna disminuye el tapón regresa a su posición original.
El umbral de presión que determina el punto de liberación del fluido se ajusta aumentando o reduciendo la presión que el resorte ejerce sobre el tapón con un tornillo que lo atraviesa por su centro.

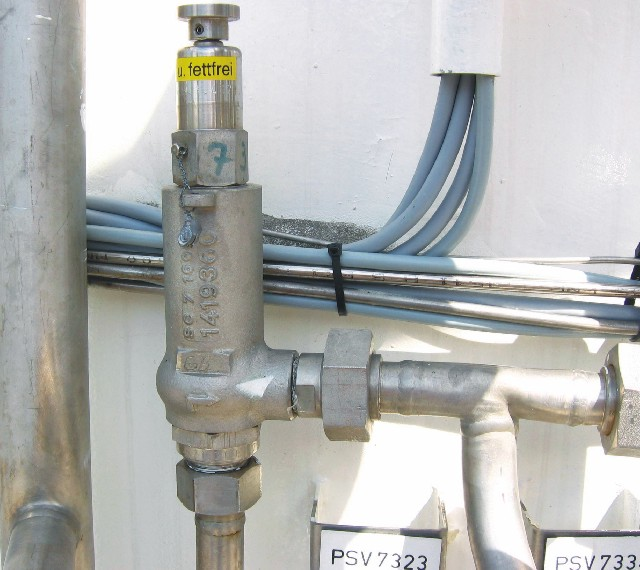
Válvula de alivio para oxígeno.

Las válvulas de alivio de presión y temperatura tienen un segundo mecanismo para liberar la presión que se activa cuando se alcanza una temperatura determinada. Estás válvulas se abrirán cuando ocurra uno de estos dos eventos: presión por encima del umbral o temperatura por encima del umbral, lo que ocurra primero (en realidad solo reacciona a la presión; la temperatura aumenta la presión).

### Eléctricos
Las válvulas eléctricas de alivio cuentan con los dos módulos, un presostato y una electroválvula. El presostato se puede ajustar para que dispare la electroválvula a la presión deseada. Controlando los tiempos de disparo.

### Electrónicos
Los sistemas más avanzados en lugar de un presostato tienen un transductor de presión que envía una señal a un cuarto de control. Aquí un operador de manera manual o programando una computadora decide a que presión se abra o cierre la electroválvula.